# Marokkanen in Frankrijk
Marokkanen in Frankrijk zijn in Frankrijk wonende personen van Marokkaanse afkomst. Zij vormen een aanzienlijk deel van de totale immigrantenbevolking in Frankrijk.
Na het Franse protectoraat in Marokko van 1912 tot 1956 kozen veel Marokkanen ervoor om van de jaren zestig tot heden naar Frankrijk te emigreren vanwege de betere economische omstandigheden aldaar.

## Bekende Marokkaanse Fransen

### Sport
- Yacine Abdessadki - voetballer
- Jamel Aït Ben Idir - voetballer
- Youssef Aït Bennasser - voetballer
- Karim Aït-Fana - voetballer
- Sofiane Alakouch - voetballer
- Youssef El-Arabi - voetballer
- Hicham Arazi - tennisser
- Michaël Chrétien Basser - voetballer (Marokkaanse vader)
- Nabil Baha - voetballer
- Abdelaziz Barrada - voetballer
- Yacine Bammou - voetballer
- Younès Belhanda - voetballer
- Medhi Benatia - voetballer (Marokkaanse vader)
- Chahir Belghazouani - voetballer
- Younès Belhanda - voetballer
- Ismaël Bennacer - voetballer (Marokkaanse vader)
- Abdelatif Benazzi - rugbyspeler
- Larbi Ben Barek - voetballer
- Yassine Benrahou - voetballer (Marokkaanse vader)
- Sofiane Boufal - voetballer
- Rachid Bourabia - voetballer
- Khalid Boutaïb - voetballer
- Fouad Chafik - voetballer
- Kamel Chafni - voetballer
- Aatif Chahechouhe - voetballer
- Marouane Chamakh - voetballer
- Mounir Chouiar - voetballer (Marokkaanse moeder)
- Manuel da Costa - voetballer (Marokkaanse moeder)
- Hind Dehiba - atlete
- Issa Diop - voetballer (Marokkaanse moeder)
- Sofiane Diop - voetballer (Marokkaanse moeder)
- Olivier Echouafni - voetballer (Marokkaanse vader)
- Saïd Ennjimi - scheidsrechters
- Fayçal Fajr - voetballer
- Mattéo Guendouzi - voetballer
- Rachid Hamdani - voetballer
- Adil Hermach - voetballer
- Yassine Jebbour - voetballer
- Hassan Kachloul - voetballer
- Abdelhamid El Kaoutari - voetballer
- Nour-Edinne Gezzar - atleet
- Amine Harit - voetballer
- Younès Kaboul - voetballer
- Younès Kaabouni - voetballer
- Ahmed Kantari - voetballer
- Abdelhamid El Kaoutari - voetballer
- Houssine Kharja - voetballer
- Abdoulay Konko - voetballer (Marokkaanse moeder)
- Mustapha Hadji - voetballer
- Youssouf Hadji - voetballer
- Zinédine Machach - voetballer (Marokkaanse vader)
- Riyad Mahrez - voetballer (Marokkaanse moeder)
- Kévin Malcuit - voetballer (Marokkaanse moeder)
- Mounir Obbadi - voetballer
- Abdeslam Ouaddou - voetballer
- Adil Rami - voetballer
- Adrien Regattin - voetballer (Marokkaanse moeder)
- Romain Saïss - voetballer (Marokkaanse vader)
- Youcef Sekour - voetballer
- Adel Taarabt - voetballer
- Mehdi Taouil - voetballer
- Yoann Touzghar - voetballer (Marokkaanse vader)
- Jaouad Zairi - voetballer
- Nabil El Zhar - voetballer

### Politiek
- Audrey Azoulay - politica
- Rachida Dati - politica (Marokkaanse vader)
- Myriam El Khomri - politica (Marokkaanse vader)
- Mounir Mahjoubi - politicus
- Najat Vallaud-Belkacem - politica

### Muziek & fims
- Najoua Belyzel - zangeres
- Amel Bent - zangeres (Marokkaanse moeder)
- Tal Benyerzi - zangeres (Marokkaanse moeder)
- Booba - rapper (Marokkaanse moeder)
- Jamel Debbouze - acteur
- Mehdi El Glaoui - acteur (Marokkaanse vader)
- Cut Killer - dj
- Sofia Essaïdi - zangeres
- La Fouine - rapper
- Édith Piaf - zangeres (Marokkaanse grootmoeder)
- Saïd Taghmaoui - acteur
- Elisa Tovati - zangeres, actrice (Marokkaanse vader)
- Roschdy Zem - acteur

### Overige
- Driss Chraïbi - schrijver
- Gad Elmaleh - cabaretier
- Zineb El Rhazoui - journaliste (Marokkaanse vader)